# Архипо-Осиповский сельский округ
Архи́по-О́сиповский се́льский о́круг — административно-территориальная единица города-курорта Геленджика, как объекта административно-территориального устройства Краснодарского края. 
В рамках структуры администрации муниципального образования города-курорта Геленджика именуется как Архи́по-О́сиповский внутриго́родской о́круг. 
В рамках советской системы административно-территориального деления составлял Архипо-Осиповский поссовет, подчинённый Геленджикскому горсовету.
Административный центр — село Архипо-Осиповка.

## Население
| 2010 |
| ---- |
| 9576 |

## Состав округа
| № | Населённый пункт | Тип населённого пункта       | Население | Доля от населения (%) |
| - | ---------------- | ---------------------------- | --------- | --------------------- |
| 1 | Архипо-Осиповка  | село, административный центр | ↘6991     | 82,0 %                |
| 2 | Текос            | село                         | ↗1060     | 11,1 %                |
| 3 | Тешебс           | село                         | ↗663      | 6,9 %                 |

## Администрация округа
На территории сельского округа свою деятельность как территориальный орган администрации муниципального образования город-курорт Геленджик ведёт администрация Архипо-Осиповского внутригородского округа.
Глава администрации внутригородского округа — Липовецкий Алексей Александрович.
Адрес: село Архипо-Осиповка, ул. Ленина, д. 125.

## История
1 февраля 1963 года в Краснодарском крае был упразднён Геленджикский район, территория которого была разделена между Туапсинским районом и выделенным в город краевого подчинения Геленджиком. 
30 декабря 1964 года в подчинение Геленджикскому горсовету был передан ряд сельсоветов Туапсинского сельского района. 1 января 1965 года Геленджикскому горсовету был переподчинён Архипо-Осиповский поссовет Туапсинского района.
В 1993 году сельсоветы Краснодарского края прекратили свою деятельность в пользу сельских администраций и заменены на сельские округа. В рамках реформы местного самоуправления территория, подчинённая городской администрации Геленджика, к 2005 году преобразована в муниципальное образование город-курорт Геленджик со статусом городского округа. Город-курорт Геленджик как объект административно-территориального устройства Краснодарского края включил помимо самого города также 4 сельских округа, в том числе Архипо-Осиповский.